# Малый гиацинтовый ара
Ма́лый гиаци́нтовый а́ра (лат. Anodorhynchus leari) — птица семейства попугаевых.

## Внешний вид
Окраска кобальтово-синяя. Крылья чуть темнее. Голова, грудь и живот с зелёным отливом. Голая зона вокруг глаз и у основания подклювья — бледно-жёлтая. Подхвостье и подкрылья — черноватые. Клюв чёрный. Лапы тёмно-серые. Радужка тёмно-коричневая.

## Распространение
Ареал ограничен небольшим и труднодоступным участком на северо-востоке штата Баия (Бразилия).

## Образ жизни
Населяет открытые и полуоткрытые лесистости, близ песчаников до высоты 500—800 м над уровнем моря.

## Угрозы и охрана
Крайне редок, находится под угрозой полного исчезновения. К концу XX века в дикой природе насчитывалось 70-200 особей, разделённые на 2 популяции. Причины: охота, отлов, утрата первозданной природы.